# سوفولك
 سوفولك (بالإنجليزية: Suffolk) وتلفظ سافك مقاطعة إنجليزية كبيرة تقع في شرق إنجلترا يحدها شمال مقاطعة نورفولك ومن الغرب كامبريدجشير ومن الجنوب اسكس وهي تطل على بحر الشمال من الشرق. مركز المقاطعة بلدة ايبسويتش. يقع في المقاطعة ميناء فيلكستاو وهو أكبر موانئ الحاويات في أوروبا.
طبيعة المقاطعة منخفضة ويوجد بها القليل من التلال، وأراضيها بشكل عام رطبه. ويتميز ساحل سوفولك بجماله الطبيعي المميز.
اقصاد المقاطعة يعتمد بشكل كبير على الزراعة وتتفاوت احجام المزارع فيها من نحو 80 إلى أكثر من 8,000 هكتار. وتشمل المحاصيل التي تزرع في المقاطعة القمح الشتوي، الشعير وبنجر السكر، الفول وبذور الكتان والشوفان وتزرع أيضا مجموعة متنوعة من الخضار في بعض مناطقها.
كما تم العثور في المقاطعة على أكبر كنز من الذهب والفضة الرومانى القديم المكتشف في بريطانيا الرومانية وهو كنز هوكسن. كم تم العثورفي نوفمبر 2023على بقايا ما يعتقد أنه معبد يعود لـ 1400 عام مضت في أراض زراعية خاصة قرب بلدة ساتون هو في مقاطعة سوفولك البريطانية.

## أعلام
- رون غرينوود
- إليزابيث بيرغوين كوربيت
- كلارك هابيل
- ميريديث ستار
- هنري فيتزروي
- جيريمي ويد
- ليديا بيلبروك
- غوين نيلسون
- هاموند إينز
- جاين كار
- توماس كلاركسون
- جون كونستابل
- تشارلز داوتي
- جون بيل